# 辰泉站
辰泉站（：／ Jincheon yeok */?）是大邱地鐵1號線沿線的一座地下車站，位於韓國大邱廣域市达西区辰泉洞，韓語副站名為「普康醫院」（보강병원）。

## 車站結構
站體為2面2線側式月台的地下車站，候車月台設有月台幕門，並有4處出口。

### 月台配置
| 大谷 ↑ |
| \| 上  |
| ↓ 月背 |

| 月台 | 路線               | 目的地                   |
| ---- | ------------------ | ------------------------ |
| 上行 | ●大邱都市铁道1号线 | 大谷、花園、舌化椧谷方向 |
| 下行 | ●大邱都市铁道1号线 | 半月堂、中央路、安心方向 |

## 歷史
- 1997年11月26日：開通啟用。

## 車站周邊
- E-mart月背店
- 月背教堂
- 月背車輛基地
- 辰泉洞郵局
- 大谷公車總站
- 韩亚银行辰泉洞分行
- 新韓銀行月背分行
- KB國民銀行辰泉站分行
- 韓國農業協會月背支社
- 韓國社區信用合作社聯合社月背支社

## 相鄰車站
大邱都市鐵道公社
●大邱都市铁道1号线
大谷（117）－辰泉（118）－月背（119）